# Arion (paard)

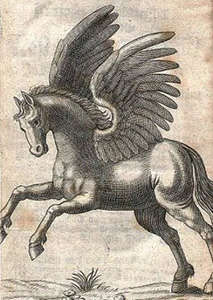
Arion

Arion of Areion is in de Griekse mythologie een goddelijk gefokt, fabelachtig snel, zwart gemaand paard. Hij redde het leven van Adrastus, koning van Argos, tijdens de oorlog van de Zeven tegen Thebe.
Arion was (volgens de meeste overleveringen) de nakomeling van Poseidon en Demeter. Toen de godin Demeter op zoek was naar haar dochter Persephone, werd zij achtervolgd door Poseidon. Om aan Poseidon te ontkomen, veranderde Demeter zichzelf in een merrie en verborg zich tussen de merries van Oncius, koning van Thelpusa in Arcadië. Maar Poseidon veranderde zichzelf in een hengst en paarde met Demeter, waaruit Arion voortkwam. Andere verslagen hadden Arion als het nageslacht van Gaia (Aarde), of van Zephyrus en een Harpy.
Arion werd gegeven aan de held Herakles, die Arion bereed in de strijd tijdens zijn expeditie naar Elis, en ook tijdens zijn gevecht met Ares' zoon Cycnus/Kyknos. Later schonk Herakles Arion aan Adrastus, de koning van Argos. Adastus nam Arion mee op de desastreuze expeditie van de Zeven tegen Thebe. Onderweg naar Thebe deed Arion mee aan de eerste Nemeïsche Spelen en eindigde als eerste. In Thebe, toen de slag verloren was, wist Arion zijn meester Adrastus snel van het slagveld weg te lokken en redde zo zijn leven, toen alle andere leiders van de expeditie gedood waren.

## Strabo, Apollodorus, Pausanias
De geograaf Strabo, zegt dat toen Adrastus' strijdwagen verging (bij Thebe) hij ontsnapte op Arion. De mythograaf Apollodorus (eerste of tweede eeuw), zegt dat Poseidon Arion verwekte bij de godin Demeter, toen zij "in de gelijkenis van een Fury met hem omgang had". Apollodorus zegt ook dat in de oorlog van de Zeven tegen Thebe, terwijl alle andere aanvoerders van het Argiveense leger werden gedood, alleen Adastus overleefde, "gered door zijn paard Arion".
De geograaf Pausanias geeft, bij wijze van verklaring waarom men in Thelpusa in Arcadië Demeter "Fury" noemt, een vollediger verslag van de geboorte van Arion. Volgens dit verslag, toen Demeter aan het zwerven was op zoek naar haar dochter Persephone (die door Hades was ontvoerd), werd Demeter achtervolgd door Poseidon, "die haar begeerde". Om aan Poseidon te ontsnappen veranderde Demeter zichzelf in een merrie, en mengde zich onder de merries van Oncius, de zoon van Apollo. Maar Poseidon, "zich realiserend dat hij te slim af was", veranderde zichzelf in een hengst en paarde met Demeter. Het was vanwege haar "wrekende woede" op Poseidon, dat Demeter de achternaam "Fury" kreeg. Pausanias zegt dat, volgens de Thelpusianen, Demeter van Poseidon het paard Arion had, en een zuster wier naam zij niet "aan de niet-ingewijden bekendmaken". Pausanias zegt echter verder dat volgens Antimachus, Arion "van Thelpusa" de nakomeling was van Gaia (Aarde). Pausanias zegt ook dat, volgens de "legende", tijdens Herakles' expeditie tegen Elis, hij Oncus om Arion vroeg, en dat Herakles Arion bereed in de strijd toen hij Elis innam, waarna Herakles Arion aan Adrastus gaf. Pausanias zegt dat dit verklaart waarom Antimachus zei: "Adrastus was de derde heer die hem temde".

### Statius
Arion figureert prominent in het Latijnse epos Thebaid van de Romeinse dichter Statius. Statius geeft een lange beschrijving van Arion, als het paard wordt uitgeleid om deel te nemen aan de race op de eerste Nemeïsche Spelen:
Voor hen allen werd Arion geleid, opvallend door het vuur van zijn rossige manen. Neptunus was de vader van het paard, als het verhaal van onze ouderen waar is. Hij zou de eerste zijn geweest die de jonge knaap met het bit in de mond sloeg en hem op het zand van de kust in elkaar sloeg, waarbij hij de zweep spaarde; want de hartstocht van het paard om in beweging te zijn, was inderdaad niet te stillen en hij was zo veranderlijk als een winterzee. Dikwijls trok hij met de zwemmende rossen door de Ionische of Libische zee en bracht zijn vader naar elke kust. Overvleugeld, de wolken verbaasd, oost- en zuidwinden emulisch volgend. Evenmin was hij op het land, de zoon van Amphitryon Herakles door diepgewortelde weiden brengend, terwijl hij de veldslagen van Eurystheus vocht; zelfs voor hem was hij wild en onhandelbaar. Later verwaardigde hij zich door een geschenk van de goden koning Adrastus te gehoorzamen; en in de tussenliggende jaren was hij veel tammer geworden.
In Staius' verslag heeft Adrastus zijn schoonzoon Polynices Arion in de race laten rijden:
De voorzichtige Arion had aangevoeld dat een andere bestuurder aan de teugels stond te trekken en had in zijn onschuld de gevallen zoon van Oedipus Polynices gevreesd. Vanaf de startlijn was hij het oneens met zijn last en boos, strijdlustiger in zijn drift dan gebruikelijk. De kinderen van Inachus denken dat hij wordt aangevuurd door verlangen naar roem, maar het is de bestuurder die hij ontvlucht, de bestuurder die hij bedreigt in zijn wilde woede als hij overal op het veld om zich heen kijkt naar zijn meester Adrastus; toch is hij hen allemaal voor.
Maar Apollo, die de overwinning beloofd had aan de ziener Amphiaraus, verhief een slangachtig monster uit de onderwereld op Arions pad, en toen Arion het monster zag, steigerde hij en stuurde Polynices weg, en de bestuurderloze Arion finishte als eerste, maar de overwinning ging naar Amphiaraus: "Dus in eerlijke verdeling behield het paard zijn glorie, de overwinning ging naar de ziener."

### Overige
Volgens de Latijnse dichter Sextus Propertius uit de eerste eeuw voor Christus "sprak Arion". En volgens de vierde-eeuwse dichter Quintus Smyrnaeus werd Arion verwekt door Zephyrus op een harpij.